# 湖南省人民委员会
湖南省人民委员会是中华人民共和国湖南省1955年2月至1968年4月的最高地方行政机构，前身为湖南省人民政府。1968年夏，文化大革命开始以后，省人民委员会及所属机关部门受到冲击，处于瘫痪或半瘫痪状态，后被湖南省革命委员会所取代。

## 主要领导

### 第一届
- 时间：1955年2月-1958年7月
- 任命：湖南省一届人大二次会议
- 省长：程潜
- 副省长：周小舟（－1958年2月）、唐生智、谭余保、程星龄、徐启文、夏如爱（－1957年2月）、张孟旭、胡继宗（1957年12月－1958年2月）、周礼（1958年2月－）、华国锋（1958年2月－）、章伯森（1958年2月－）、徐明（1958年2月－）、尚子锦（1958年2月－）、周世钊（1958年6月－）

### 第二届
- 时间：1958年7月-1964年9月
- 任命：湖南省二届人大一次会议
- 省长：程潜
- 副省长：周礼、唐生智、谭余保（－1963年12月）、张孟旭、华国锋、章伯森、徐明、尚子锦、周世钊、袁福清（1961年10月－）、王含馥（1964年5月－）

### 第三届
- 时间：1964年9月-1968年4月
- 任命：湖南省三届人大一次会议
- 省长：程潜
- 副省长：唐生智、章伯森、徐明、尚子锦、周世钊、王含馥、杨英杰（1965年8月－）、赵冰岩（1965年10月－）、孙国治（1965年10月－）

## 工作机构

### 1955年
人民委员会下设29个工作部门，由7个办公机构管理。
- 政法办公室管理：省民政厅、省公安厅、省司法厅、省监察厅
- 文教办公事管理：省文化局、省教育厅、省卫生厅、省宗教事务处、新华通讯社湖南分社
- 工业办公室管理：省工业厅、省手工业管理局、省劳动局、省建筑工程局
- 财粮贸办公室管理：省财政厅、省粮食厅、省商业厅、省对外贸易局、中国人民银行湖南省分行
- 农林水办公室管理：省农业厅、省林业厅、省水利厅、省气象局
- 交通办公室管理：省交通厅、省邮电管理局及铁路的有关工作
- 国家资本主义办公室（1955年11月改名为对资本主义工商业改造办公室，于1958年撤销）负责掌管国家资本主义的工作
- 原人民政府所属政治法律委员会、财政经济委员会、文化教育委员会撤销；原监察委员会改为监察厅，人事厅改为人事局，文化事业管理局改为文化局。
- 根据《中华人民共和国宪法》和《中华人民共和国人民法院组织法》《中华人民共和国人民检察院组织法》规定，法院和检察院，从当年开始均不列入政府机构序列。

### 1956年
- 撤销省交通厅，分别成立省公路厅、省航运厅。
- 成立省农产品采购厅、省机关事务管理局、省高等教育局、省广播管理局。

### 1957年
- 撤销省农产品采购厅，成立省服务厅、省物价局。

### 1958年
- 撤销政法办公室、工业办公室、交通办公室、农林水办公室、财粮贸办公室。
- 撤销省物价局、省工业厅、省手工业管理局、省气象局。
- 省公路厅与省航运厅合并为省交通厅。
- 省水利厅并入省农业厅。
- 省对外贸易局、省服务厅、省供销合作社并入省商业厅。
- 省高教局并入省教育厅。
- 文教办公室当年撤销后又重新恢复。
- 新设省外事办公室、省科学工作委员会、省物资储备供应局、省冶金工业局、省机械工业局、省煤炭工业局、省化学工业局、省轻工业厅、省重工业厅（当年撤销）、省水利水电局。

### 1959年
- 撤销省司法厅、省监察厅。
- 成立省档案管理局、省基本建设委员会。

### 1960年
- 文教办公室并入省委宣传部。
- 省人事局并入省办公厅。
- 省轻工业厅与省化学工业局合并为省轻工化工厅。
- 省基本建设委员会与省基本建设局合并，但仍保留两机构名义。

### 1961年
- 撤销省水产局；省农业机械局并入省机械工业局。

### 1962年
- 恢复文教、政法、工业（省经济委员会）、财贸办公室和人事局。气象局亦由原属农业厅改为直属人民委员会领导。

### 1963年
- 成立湖南省工商行政管理局、湖南省计划生育委员会。
- 省机关事务管理局撤销。

### 1965年
截止至1965年底，湖南省人民委员会下设工作部门和办公机构共43个：
省人民委员会办公厅、政法办公室、工业办公室（经委）、农林水办公室、财贸办公室、文教办公室、外事办公室、计划委员会、科学技术委员会、民族事务委员会、公安厅、民政厅、人事局、劳动局、统计局、物资管理局、冶金工业厅、机械工业局、煤炭工业管理局、轻工化工厅、手工业管理局、交通厅、基本建设委员会、建筑工程局、农业厅、林业厅、水利电力厅、农林垦殖局、气象局、财政厅、商业厅、粮食厅、对外贸易局、工商行政管理局、供销合作社、教育厅、文化局、卫生厅、广播管理局、体育运动委员会、计划生育委员会、档案管理局、参事室。

## 事业单位
湖南省人民委员会文史研究馆、湖南省森林工业局、湖南省历史考古研究所、湖南省哲学社会科学研究所、湖南省农业科学院
湖南省邮电管理局、湖南省地质局、湖南省储备物资管理局、中国人民银行湖南省分行、中国农业银行湖南省分行、新华通讯社湖南分社

## 非常设机构
公债推销委员会、保密委员会、洞庭湖堤垸整修工段指挥部、沅水航道整治工程委员会、血吸虫防治委员会、推广普通话工作委员会、华侨事务工作委员会、生产救灾委员会、军队干部转业处理委员会、运输委员会、节制生育委员会、选举委员会、水土保持委员会、农具改革工作委员会、重点工程建设支援委员会、省志编纂委员会、防汛防旱指挥部、爱国卫生运动委员会、韶山灌区工程指挥部、浏阳磷矿生产建设指挥部、工读教育委员会、文物保管委员会、经济作物领导小组、高等学校招生委员会